# Anthobranchia
Anthobranchia Férussac, 1819 era uno dei due sottordini in cui venivano suddivisi i molluschi gasteropodi dell'ordine dei Nudibranchi basandosi sui lavori di Johannes Thiele (1931), che sviluppò quanto espresso precedentemente da Henri Milne-Edwards (1848). Pur mantenuta nella successiva classificazione di Ponder e Lindbergh (1997), la classificazione venne rifiutata secondo la tassonomia proposta da Bouchet & Rocroi (2005) così come, all'ottobre 2020, lo è secondo il World Register of Marine Species (WoRMS) e lo si riporta solo come testimonianza storica dell'evoluzione dell'indice sistematico dei Nudibranchia.

## Tassonomia
Il sottordine comprendeva quattro superfamiglie:
- Doridoidea Rafinesque, 1815
- Doridoxoidea Bergh, 1900
- Onchidoridoidea Alder & Hancock, 1845
- Polyceroidea Alder & Hancock, 1845